# Robert Eduard von Hagemeister

Robert Eduard von Hagemeister

Robert Eduard von Hagemeister (* 22. Juni 1827 auf Gut Klausdorf, Kreis Franzburg, Vorpommern; † 29. April 1902 ebenda) war ein deutscher Verwaltungsjurist und Politiker.

## Leben
Hagemeisters Eltern waren Gustav Adolf Hagemeister (1796–1875) und Wilhelmine Hedwig Elisabeth geb. Hass (um 1805–1883). Er studierte Rechtswissenschaft an der Friedrichs-Universität Halle und der Ruprecht-Karls-Universität Heidelberg. 1846 wurde er Mitglied des Corps Guestphalia Halle und des Corps Saxo-Borussia Heidelberg.
Er bestand am 19. August 1848 das Auskultatorexamen und kam an das Gericht in Greifswald. Als Referendar war er ab dem 27. Mai 1851 am Kreisgericht Berlin. Vier Jahre später wurde er zum Gerichtsassessor am Kreisgericht Naumburg (Saale) ernannt.
Er wechselte von der Rechtspflege in die innere Verwaltung des Königreichs Preußen. 1856 wurde er Landrat im heimatlichen Kreis Franzburg. Nach drei Jahren als Oberregierungsrat und Vertreter des Präsidenten der Regierung in Stralsund wurde er 1869 Landdrost in Aurich. Nach der Deutschen Reichsgründung wurde er 1871 zum Regierungspräsidenten im Regierungsbezirk Oppeln ernannt. In gleicher Funktion kam er 1877 zum Regierungsbezirk Düsseldorf. Von 1883 bis 1889 war er schließlich Oberpräsident der Provinz Westfalen. Am 19. Mai 1889 wurde er in den Ruhestand versetzt.
Hagemeister saß 1866 bis zu seiner Mandatsniederlegung am 9. November 1866 als Abgeordneter des Wahlkreises Stralsund 1 im Preußischen Abgeordnetenhaus. Von 1867 bis 1871 gehörte Hagemeister als Abgeordneter des Wahlkreises Stralsund 1 dem Reichstag des Norddeutschen Bundes an. Dort schloss er sich der Fraktion der Freikonservativen Vereinigung an. Robert Eduard von Hagemeister gehörte dem Johanniterorden an, war seit 1880 dort Rechtsritter, organisiert in der Pommerschen Genossenschaft der Kongregation.
Hagemeister war Fideikommissherr auf mehreren Rittergütern in Vorpommern, welche die Verwandtschaft noch über eine Generation halten konnte. Da er nicht liiert und somit ohne Nachfahren blieb, die nahestehende männliche Verwandtschaft ohne Erben oder als Offiziere in den Kriegen starben, erbte die 815 ha für Klausdorf und Solckendorf sowie Zarrenzin mit 220 ha ein entfernter Neffe. Dies geschah über die Regelungen des Familienfideikommiss. Erbe wurde der Ehrenritter des Johanniterordens Heinrich von Hagemeister (1877–1945), verheiratet mit Else von Zansen genannt von der Osten (1879–1972).